# Bir El Djir
Bir El Djir è un comune dell'Algeria, situato nella provincia di Orano.